# Jean Monty
Jean C. Monty, né le  26 juin 1947 à Montréal au Québec, est un homme d'affaires canadien qui exerce les fonctions de président et chef de l'exploitation de différentes compagnies œuvrant dans les télécommunications.

Il est licencié ès lettres du Collège Sainte Marie de Montréal, a une maîtrise en économie de l'Université Western Ontario et une maîtrise en gestion commerciale de l'Université de Chicago.

## Biographie
- En 1974, il commence sa carrière à Bell Canada et occupe de nombreux postes au sein du groupe BCE[1].
- En octobre 1992, il rejoint Nortel Networks Corporation en qualité de président et directeur des opérations.
- En mars 1993, il devient président puis directeur général de Nortel Networks Corporation.
- Le 1er octobre 1997, il rejoint BCE en tant que président et chef de l'exploitation.
- Le 24 avril 2002, alors président du conseil et directeur général de Bell Canada Entreprises (BCE Inc.), il prend sa retraite après une carrière de 28 ans.
- En 2004, il est président du Conseil d'administration d'Emergis (en) et administrateur de Bombardier.

## Mandats sociaux
En cours
- Administrateur d'Alcatel-Lucent
- Administrateur de Bombardier depuis 1998
- Administrateur de Centria Inc.
- Administrateur de Fiera Capital Inc.
- Administrateur de Centrial Capital
- Administrateur de Centria Commerce
- Membre du conseil international de l'École des hautes études commerciales de Montréal

Passé
- Administrateur d'Emergis (en)

## Divers
- Membre de l'Ordre du Canada
- Désigné PDG canadien de l'année 1997
- Reçu à l'Académie des Grands Montréalais en 2000